# Tigrisgörény
A tigrisgörény (Vormela peregusna) az emlősök (Mammalia) osztályának ragadozók (Carnivora) rendjébe, ezen belül a menyétfélék (Mustelidae) családjába és a zorillaformák (Ictonychinae) alcsaládjába tartozó Vormela nem egyetlen faja.

## Előfordulása
A tigrisgörény elterjedési területe felöleli Délkelet-Európát, Közép-Ázsiát innen keletre egészen Kína nyugati részéig és Mongóliáig elterjedt faj. Száraz sztyeppeken és félsivatagokban él.

## Alfajai
- Vormela peregusna alpherakyi
- Vormela peregusna euxina
- Vormela peregusna negans
- Vormela peregusna pallidor
- Vormela peregusna peregusna
- Vormela peregusna syriaca

## Megjelenése
Testhossza 33-35 centiméter, farokhossza 12-22 centiméter, súlya 370-730 gramm. A család legtöbb fajától eltérően nincs észrevehető különbség a két ivar méretében. Bundájának alapszíne fekete, melyet fehér vagy sárga foltok és csíkok tarkítanak. Szemén széles fekete sáv húzódik keresztül, hasa és rövid, zömök lábai feketék. Feje lapos, orra tompa, fülei pedig kicsik és csúcsuk lekerekített. Félelmében farkát felgörbíti és riasztó színeit mutogatva kiüríti végbélmirigyének bűzös váladékát.

## Életmódja
Az állat éjjeli, magányos életmódot folytató vadász. Tápláléka kisemlősök (főként rágcsálók), madarak és tojásaik, nagyobb rovarok, valamint hüllők. Elfoglalja a rágcsálók járatait és ott készíti el vackát.

## Szaporodása
Az ivarérettséget a születést követő márciusban éri el, olykor már 8 hónapos korban. A párzási időszak február és április között van. A vemhesség 40-43 napig tart. A nőstény néha kétszer is fial évente. Egy alomban 5-10 utód születik.

## Rokon fajai
A tigrisgörény közeli rokonságban áll a Mustela nembe sorolt görényfajokkal, így a közönséges görénnyel (Mustela putorius) és a molnárgörénnyel (Mustela eversmanni) is.

## Fordítás
- Ez a szócikk részben vagy egészben  a   Tigeriltis című német Wikipédia-szócikk ezen változatának fordításán alapul.  Az eredeti cikk szerkesztőit annak laptörténete sorolja fel. Ez a jelzés csupán a megfogalmazás eredetét és a szerzői jogokat jelzi, nem szolgál a cikkben szereplő információk forrásmegjelöléseként.

## Külső hivatkozások
- A faj szerepel a Természetvédelmi Világszövetség Vörös Listáján. IUCN. (Hozzáférés: 2009. szeptember 21.)